# Мирикина
Мирикината, известна още като нощна маймуна (Aotus trivirgatus), е вид бозайник от семейство Нощни маймуни (Aotidae).

## Разпространение и местообитание
Разпространен е в Бразилия и Венецуела.